# Кориткі (Вармінсько-Мазурське воєводство)
Кориткі (пол. Korytki, нім. Korittken) — село в Польщі, у гміні Семпополь Бартошицького повіту Вармінсько-Мазурського воєводства.
У 1975-1998 роках село належало до Ольштинського воєводства.